# Ellen Swallow Richards
Ellen Henrietta Swallow Richards (3 december 1842 – 30 maart 1911) was een Amerikaans chemicus en milieudeskundige en de grondlegster van de home economics beweging.

## Biografie
Ellen Richards werd opgeleid aan het Vassar College, waar ze in 1870 afstudeerde. Aan het eind van datzelfde jaar trad zij toe tot het pas opgerichte Massachusetts Institute of Technology, dat haar een speciale studentenstatus verleende omdat de universiteit nog geen vrouwen toeliet. In 1873 was zij de eerste vrouw die afstudeerde aan het Massachusetts Institute of Technology met een Bachelor in scheikunde. De titel van haar bachelorscriptie was "Notes on Some Sulpharsenites and Sulphantimonites from Colorado". In hetzelfde jaar behaalde ze ook een masters degree van Vassar College.

## Grondlegger van de huishoudkunde beweging
In 1898 werd Richards door Melvil Dewey uitgenodigd voor zijn Lake Placid Club om een verhandeling te houden over huishoudkunde. Na overleg met zijn vrouw Annie Dewey werd besloten het jaar daarop een conferentie te houden. In 1899 werd de eerste Lake Placid Conferentie gehouden in de Dewey's Lake Placid Club. Richards was de belangrijkste organisator van het evenement en leidde het als voorzitter. Na afloop van de tiende jaarlijkse conferentie in 1908 werd besloten de American Home Economics Association op te richten, met Richards als eerste voorzitter. Het jaar daarop richtte de vereniging het Journal of Home Economics op, eveneens met Richards aan het hoofd.

## Euthenics
De algemene visie van Richards wordt samengevat in haar concept van euthenica zoals uiteengezet in zijn boek Euthenics: The Science of Controllable Environment (1910). De term is een directe verwijzing naar de destijds populaire term eugenetica.
Het algemene idee is dat individuen op elkaar inwerken en gevormd worden door hun omgeving. Zo kan een verandering in de omgeving individuen veranderen. Dergelijke veranderingen kunnen worden doorgegeven aan de volgende generatie individuen (bijvoorbeeld via onderwijs). Eutheniek was voor Richards een noodzakelijke stap voorafgaand aan eugenetica voor de verbetering van de mens en zijn levensomstandigheden.

## Trivia
De krater op Venus Richards werd naar haar genoemd.

## Publicaties
- Domestic Economy, The New England Farmer, 1883.
- Food Materials and Their Adulterations. Boston: Home Science Publishing Co., 1898.
- The Cost of Living as Modified by Sanitary Science. New York: J. Wiley & sons, 1899.
- The Cost of Food: A Study in Dietaries. New York: J. Wiley & Sons, 1901.
- The Cost of Shelter. J. Wiley & Sons, 1905.
- Sanitation in Daily Life. Boston: Whitcomb & Barrows, 1907.
- Euthenics: The Science of Controllable Environment. Boston: Whitcomb & Barrows, 1910.
- The Social Significance of the Home Economics Movement, Journal of Home Economics 3 (2): 117–125, 1911.
- Chemistry of Cooking and Cleaning, avec S.M. Elliott (3e editie). Boston: Whitcomb & Barrows, 1907.